# Джуно (ледниковое поле)
Джуно — ледниковое поле, расположенное к северу от Джуно, Аляска, продолжающееся на север через границу с Британской Колумбией и являющееся пятым по величине ледяным покровом в Западном полушарии, простирающимся на площадь в 3900 квадратных километров в районе побережья, в радиусе 140 км с севера на юг и в 75 км с востока на запад. Ледяное поле является источником многих ледников, включая ледник Менденхолл и ледник Таку. На ледовом поле расположено более 40 крупных ледниковых долин и 100 мелких. Ледяное поле служит туристической достопримечательностью со многими путешественниками, летающими на вертолёте, для быстрых прогулок по глубокому льду от 240 до 1400 метров. Ледяное поле, как и многие его ледники, достигло своего максимального оледенения около 1700 года и с тех пор отступает. Фактически, из 19 известных ледников ледяного покрова ледник Таку является единственным в настоящее время продвигающимся. Большая часть ледяного покрова содержится в пределах национального парка Тонгас.
С 1948 года Исследовательская программа по ледяным полям Джуно изучает ледники Ледникового поля Джуно. С западной стороны ледяного поля, с 1946 по 2009 год, конечная точка ледника Менденхолл отступила более чем на 700 метров.
В восьми километрах к северу ледник Герберт отступил на 540 м, а ледник Игл отступил на 700 м, ледник Гильки — на 3500 м и ледник Лелеллин — на 2800 м. На южной стороне ледяного покрова ледник Норрис отступил на 1740 м, ледник Восточного близнеца — 1100 м, ледник Западного ледника — 570 м, только наступающий ледник Таку. Обследования показывают, что Таку является одним из самых глубоких ледников низкотемпературных ледяных полей, обследованных на высоте около 1370 метров. Этот ледник продвигался в 1890 году, когда его видел Джон Мьюир. К 1963 году ледник продвинулся на 5,6 км. В 1948 году фьорд Таку был полностью заполнен ледниковыми отложениями, а ледник больше не был отброшен. С 1948—1986 гг. ледник имел положительный баланс массы ледника, продвигающий вперед.
Известные пики на ледяном поле Джуно — это Лапа дьяволов и Менденхолл.